# Festival de la Canción Caribeña
El Festival de la Canción Caribeña es una competición anual de canciones celebrado entre los países de la Unión Caribeña de Radiodifusión (UCR). Es la competición de canciones mejor valorada del Caribe. A menudo, se refiere como el Festival de la Canción de Eurovisión, y en ocasiones llamado erróneamente el Festival de la URC.
Cada isla y país participantes realizan una final nacional donde se elige un ganador. Esta se emite en vivo en la competición nacional por las estaciones de televisión de los miembros de la URC. El ganador de esta final se presentará entonces a la competición. En el festival, el finalista representa a su país.
El programa ha sido emitido en vivo desde que se estrenó en 1984.